# Chhachhrauli
Chhachhrauli är en ort i Indien.   Den ligger i delstaten Haryana, i den norra delen av landet, 180 km norr om huvudstaden New Delhi. Chhachhrauli ligger 298 meter över havet och antalet invånare är 10 751.
Terrängen runt Chhachhrauli är mycket platt. Runt Chhachhrauli är det tätbefolkat, med 591 invånare per kvadratkilometer. Närmaste större samhälle är Jagādhri, 10,2 km sydväst om Chhachhrauli. Trakten runt Chhachhrauli består till största delen av jordbruksmark.